# Montagnes d'Amathole

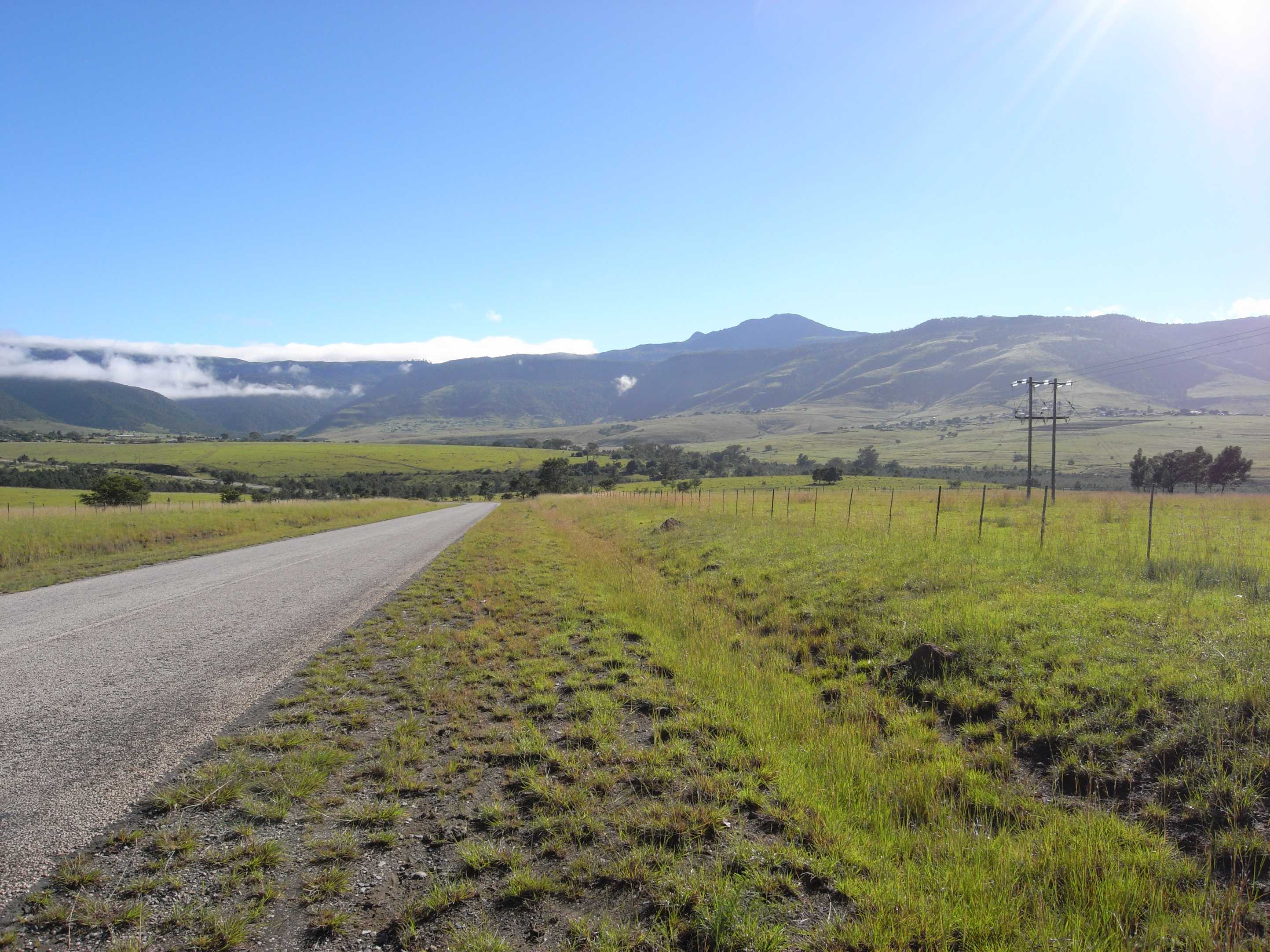
Vallée de la Tyhume et vue sur la passe de Hogsback.

Les montagnes d'Amathole (parfois Amatola ou Amatole) sont un massif montagneux densément boisé, situé dans la province du Cap-Oriental, en Afrique du Sud. Le mot amatole signifie « veau » en langue xhosa. Le district d'Amathole, au sud du massif, tire son nom de la même origine.

## Géographie

### Topographie
Les montagnes d'Amathole sont situées dans la partie sud du Grand Escarpement africain et atteignent plus de 1 800 mètres d'altitude.

### Géologie
La géologie des montagnes d'Amathole correspond, à l'intérieur du supergroupe du Karoo, au groupe de Beaufort, lui-même subdivisé en deux sous-groupes, Tarkastad et Adelaide. Les sédiments qui les composent viennent des dépôts dans les lits des rivières, les plaines inondables et les marécages.

### Faune et flore
Les pentes de l'escarpement sont couvertes par une forêt primaire de Calodendrum capense, de Podocarpus et de Celtis africana notamment, ainsi que d'autres arbres indigènes, correspondant pour partie à l'écorégion des forêts d'altitude de Knysna et Amatole.

Situation de l'écorégion des forêts d'altitude de Knysna et Amatole en Afrique du Sud.

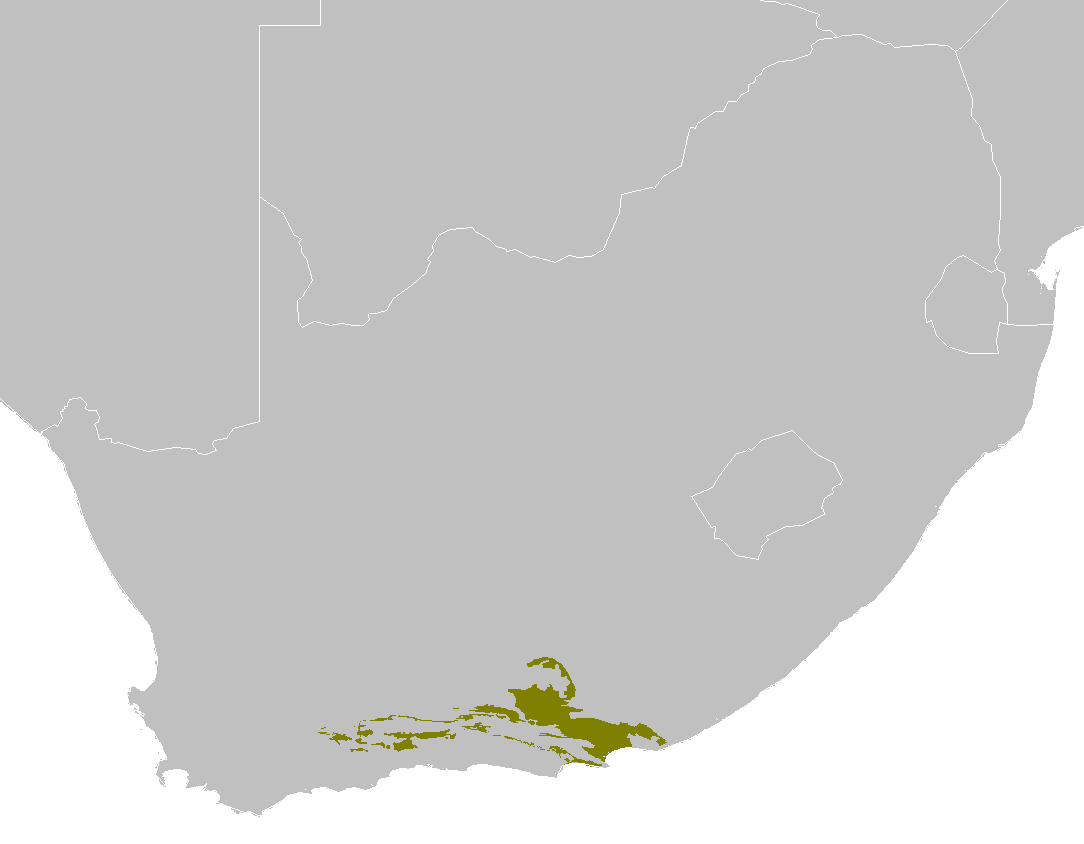
Situation de l'écorégion des fourrés d'Albany en Afrique du Sud.

Les sommets sont couverts d'une prairie herbeuse d'afromontane riche en fleurs. Aux environs, les fourrés d'Albany occupent une place importante.

## Histoire
Les montagnes, à l'instar du reste de l'Afrique du Sud, étaient à l'origine peuplées par des chasseurs-cueilleurs Khoïsan. Les migrations Nguni et Xhosa entraînèrent l'arrivée de pasteurs venus du nord et le déplacement des habitants Khoïsan.
La plupart des peuplements humains de la région d'Amathole, tels Adélaïde, Cathcart et Fort Beaufort, sont, à l'origine, des avant-postes militaires car, au XIXe siècle, la région était à la frontière entre la colonie du Cap et les terres des Xhosa, à l'est. De nombreuses « guerres cafres » eurent lieu dans la région, notamment la septième guerre des frontières, appelée aussi « guerre d'Amatola » ou « Guerre de la Hache ». Ces guerres étaient essentiellement dues à des rivalités pour la maîtrise des terres agricoles et virent l'avancée régulière des frontières de la colonie vers l'est. Les armées Xhosa se retranchèrent dans les ravins brousailleux d'Amathole et la colonie du Cap construisit ces « villes militaires » pour sécuriser sa frontière,,.

## Tourisme
Les montagnes sont réputées pour leurs paysages, avec des forêts luxuriantes, des ravins, des chutes d'eau et des points de vue panoramiques. Le circuit de six jours d'Amathole est l'une des randonnées pédestres les plus appréciées d'Afrique du Sud,.
King William's Town est le centre historique de la région. La ville abrite un important musée, le musée d'Amathole. Au pied des montagnes, dans la ville d'Alice, se trouve le campus de l'université de Fort Hare, célèbre pour avoir été la première université ouverte aux Africains « non blancs » en Afrique du Sud. Stutterheim, dans la région de Kologha, est à l'origine un campement destiné aux soldats démobilisés ayant participé aux guerres cafres. La ville d'Hogsback (en) est une ville peuplée dès l'origine par des fermiers. C'est une destination touristique populaire car elle est réputée avoir inspiré Tolkien (l'auteur de Bilbo le hobbit, originaire d'Afrique du Sud) pour la « Terre du Milieu », tout comme la forêt d'Amathole aurait inspiré la forêt de Mirkwood,,,. À proximité, la plus grande ville est East London, capitale du district d'Amathole.